# Thorsten Andersson
John Thorsten Andersson, född 3 april 1938 i Södra Åby i Malmöhus län, död 21 juli 2011 i Västra Karup-Hovs församling, var landshövding i Gotlands län 1992–1998.
Andersson tog 1962 agronomexamen vid Lantbrukshögskolan i Ultuna och hade alltid ett stort intresse för jord och skog. Under 27 år hade han olika uppdrag inom Lantbrukarnas riksförbund, LRF, där han slutligen var VD 1977–1990. Sista åren ägnade han en del av sin tid åt familjens lantbruk på Bjärehalvön. Familjegården ligger i Rammsjö i Västra Karups socken  nära Torekov i Båstads kommun.
Andersson var också styrelseordförande för Högskolan på Gotland, Högskolan i Gävle och Högskolan i Halmstad samt preses vid Kungl. Skogs- och Lantbruksakademien där han invaldes 1977. Thorsten Andersson innehade tallrik 15 i Gastronomiska akademien.

## Utmärkelser
- Kommendör med stjärna av Norska förtjänstorden (1 juli 1992)[4]